# Colarinho azul

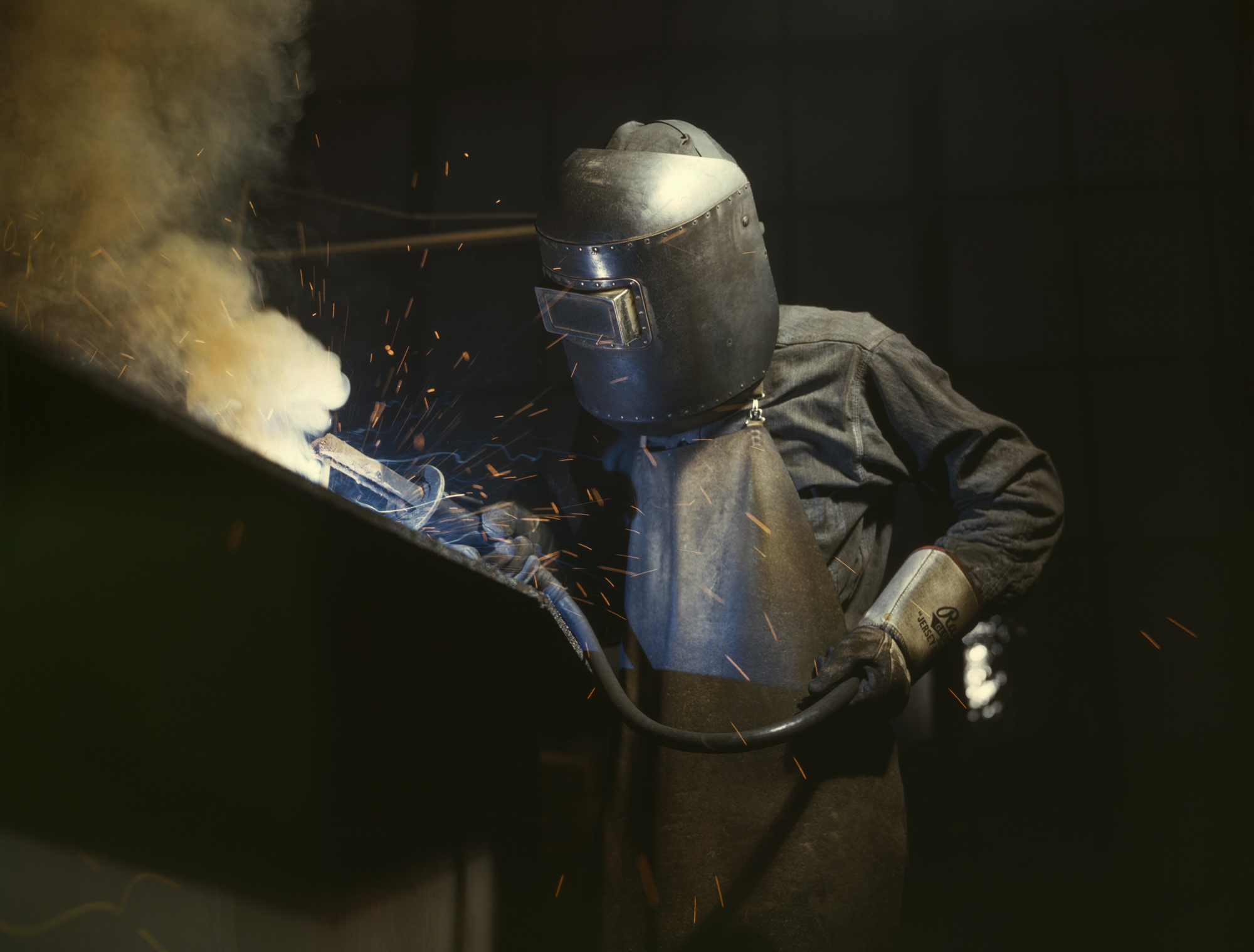
Soldador a trabalhar num navio, em Chattanooga, Tennessee, junho de 1942.

A expressão colarinho azul é utilizada para se referir a duas realidades: no âmbito da Sociologia do trabalho, ela se refere aos trabalhadores de colarinho azul (do inglês blue-collar worker, referindo-se às camisas denim), que são os membros da classe trabalhadora que normalmente realizam trabalhos manuais ou braçais, ex. indústria e construção civil; trabalhadores estes que se diferenciam do setor de serviços e dos trabalhadores de colarinho brancos, cujos trabalhos envolvem sobretudo atividades intelectuais. A segunda realidade se refere ao âmbito da Criminologia, na qual é abordado o conceito de crimes de colarinho azul.

## Trabalhadores de colarinho azul
Esta distinção teórica encontra raízes teóricas na Sociologia norte-americana, especialmente em C. Wright Mills, que, inspirado em Max Weber, publicou um estudo no final da década de 1960, trazendo a diferenciação entre tais trabalhadores como evidência do fato de que o status e prestígio constituem elementos de diferenciação dos trabalhadores intelectuais, os "de colarinho branco", mais associados aos escritórios, em relação aos trabalhadores braçais, que estavam associados às fábricas. Consequentemente, os trabalhadores de colarinho branco não se reconheceriam como classe trabalhadora, dado seu status e prestígio supostamente superiores.
Trabalhadores de colarinho azul podem ou não ser qualificados e podem se alocar no negócio de fabricação, mineração, construção, mecânica, manutenção e reparação, ou instalações técnicas. O trabalhador de colarinho branco, por outro lado, executa trabalho não-manual, frequentemente em escritório; e o trabalhador da indústria de serviços executa um trabalho envolvendo interação com o cliente, de entretenimento, retalho, vendas externas e semelhantes.

## Crimes de colarinho azul
A partir do pensamento do sociólogo Edwin Sutherland, o qual buscou demonstrar que não há anormalidade na delinquência, a Criminologia construiu a dicotomia entre os crimes do colarinho branco e os crimes de colarinho azul.
Os crimes de colarinho azul seriam os crimes associados a classes sociais economicamente mais vulneráveis: crimes patrimoniais, tais como furtos e roubos, bem como crimes sexuais, tais como os estupros, que são amplamente divulgados por programas televisivos quando fazem a cobertura jornalística dos delitos que ocorrem em grandes centros urbanos.